# Isla Cueva de Lobos
Isla Cueva de Lobos este o arie protejată (arie de protecție specială avifaunistică — SPA) din Spania întinsă pe o suprafață de 28,26 ha, din care 99 % marine.

## Localizare
Centrul sitului Isla Cueva de Lobos este situat la coordonatele 37°33′29″N 1°19′37″W / 37.5581°N 1.3269°V.

## Înființare
Situl Isla Cueva de Lobos a fost declarat arie de protecție specială avifaunistică în martie 2001 pentru a proteja 4 specii de animale.

## Biodiversitate
Situată în ecoregiunile marină mediteraneană și mediteraneană, aria protejată conține 5 habitate naturale: Straturi cu Posidonia (Posidonion oceanicae), Faleze cu vegetație de Limonium spp. endemic de pe coastele mediteraneene, Recifuri, Bancuri de nisip acoperite în permanență slab de apă marină, Tufărișuri halo-nitrofile (Pegano-Salsoletea).
La baza desemnării sitului se află mai multe specii protejate:
- păsări (2): fluierar de munte (Actitis hypoleucos), Hydrobates pelagicus
- mamifere (1): delfin mare (Tursiops truncatus)
- reptile (1): Caretta caretta

Pe lângă speciile protejate, pe teritoriul sitului au mai fost identificate 1 specie de plante, 1 specie de păsări, 5 specii de mamifere.